# Grand Tour
El Grand Tour fue una costumbre extendida entre el siglo XVII y comienzos del siglo XIX que consistía en un viaje a través de Europa, con Italia como destino clave, emprendido por jóvenes europeos de clase alta de suficientes medios y rango (típicamente acompañados por un tutor o un miembro de la familia), cuando habían alcanzado la mayoría de edad (alrededor de 21 años).

## Antecedentes
El término "Grand Tour" apareció escrito por primera vez en 1670, en la obra Voyage d'Italie (El viaje a Italia) de Richard Lassels, en la que hace referencia al viaje por Europa que realizaban jóvenes aristócratas, principalmente británicos, como parte de su educación. Aunque es posible que muchos de esos viajeros acudieran a la universidad antes de emprender el recorrido, la reputación de las universidades inglesas había decaído y la oportunidad de aprender lenguas extranjeras era más bien escasa; el propio Adam Smith, economista y filósofo escocés, declaró que la precariedad de las universidades era lo que había hecho que el Grand Tour se convirtiera en un elemento clave de la educación de las clases altas. Fue además un fenómeno que, sin duda, influyó a diversos artistas y escritores del periodo.
Las actuales influencias culturales han hecho que el Grand Tour sea conocido sobre todo gracias a la literatura inglesa. En efecto, fue especialmente popular entre los jóvenes británicos de clase media-alta, considerándose que servía como una etapa educativa y de esparcimiento, previa a la edad adulta y al matrimonio. Su valor primario residía en el acceso tanto al arte clásico y renacentista como a la sociedad aristocrática (considerada de moda) del continente europeo. Un Grand Tour podía llevar desde varios meses a varios años, dependiendo del presupuesto.
La costumbre de realizar un Grand Tour parece ser que tiene sus orígenes en el siglo XVII. Su planteamiento como viaje formativo podría remontarse al Renacimiento, cuando los intelectuales humanistas y los artistas realizaban viajes a Italia a fin de familiarizarse con la cultura clásica. La primera vez que un viaje de este tipo apareció referenciado como Grand Tour fue en una obra del jesuita y viajero Richard Lassels, quien en 1670 recomendó un itinerario que llamó así en su Viaje a Italia.
Tras la Revolución Gloriosa, Inglaterra ganó en estabilidad y se puso de moda viajar al continente para visitar territorios como Italia, hasta entonces lejanos a Inglaterra. La publicación de multitud de guías y la revalorización del arte clásico y del renacentista en detrimento del barroco, hizo que a partir de 1730 la costumbre de realizar un Grand Tour formativo estuviera plenamente arraigada entre las clases altas inglesas. Paralelamente, surgió una moda parecida en otras naciones de Europa como Alemania o los Países Bajos; en las naciones católicas el Grand Tour se reservaba a los círculos ilustrados más selectos, pero la costumbre de hacerlo no estaba tan extendida.
Hacia finales del 1700, el lago de Como, en Italia, se había convertido en la parada más admirada del Grand Tour, mientras que la ruta del Grand Tour se había convertido en el viaje que realizaban los jóvenes de la alta aristocracia europea, para completar sus estudios universitarios, para enriquecer su bagaje cultural. En el verano de 1840 Mary Shelley llegó al lago de Como y se quedó allí durante ocho semanas; la escritora también caminó por las montañas del lago de Como a pie, a caballo y con diligencias hasta Esino Lario, y navegó el lago con botes a orillas de Lierna y Varenna.

## Recorrido

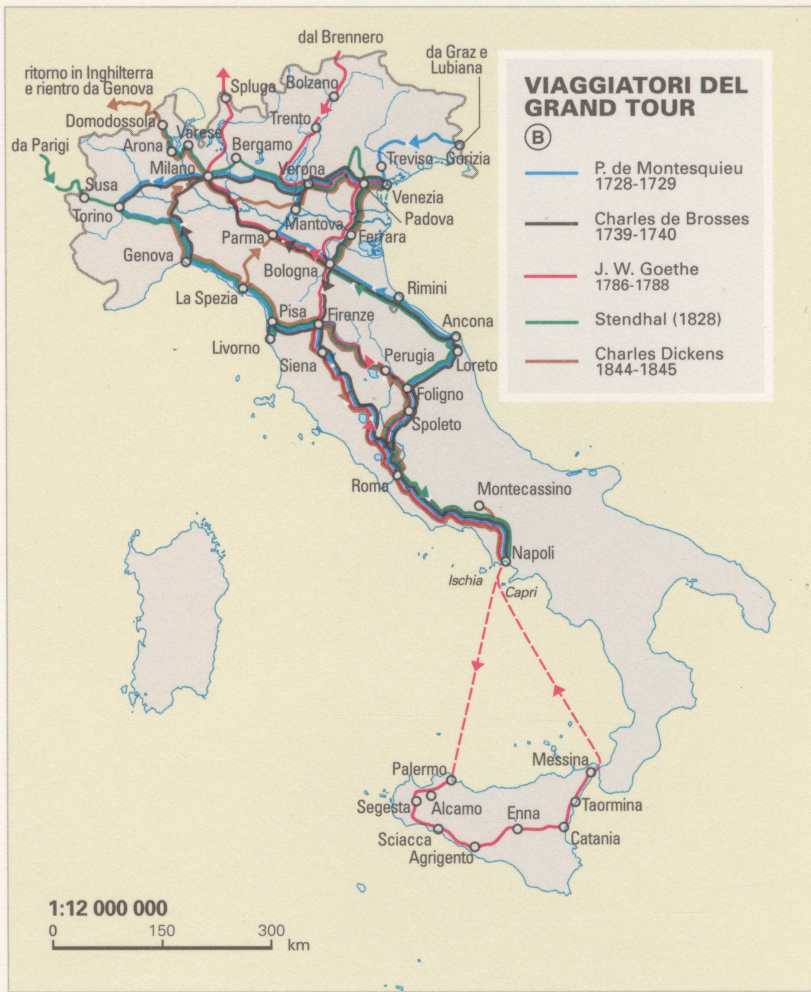
Rutas de las Grand Tour de Montesquieu, Brosses, Goethe, Stendhal y Dickens

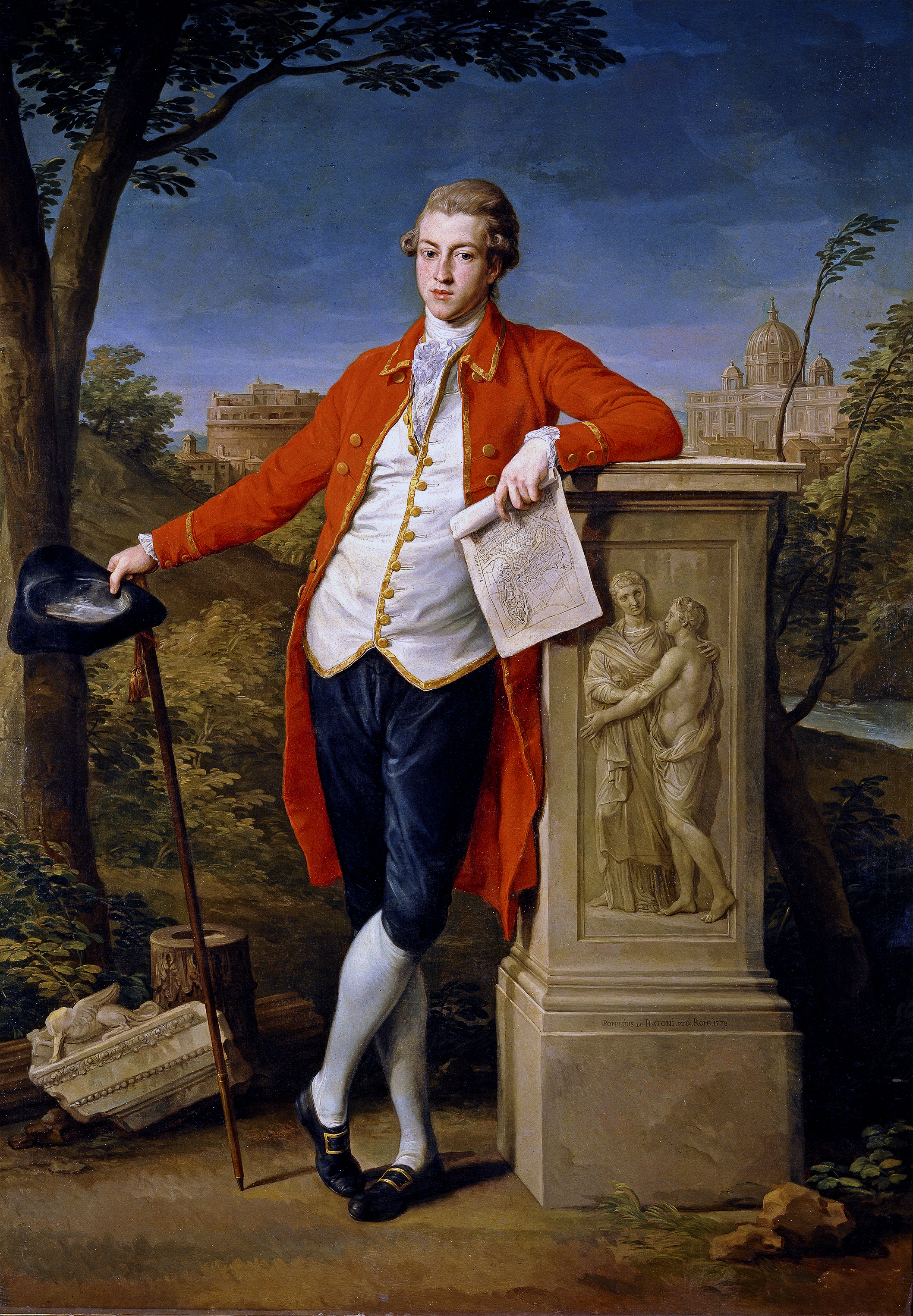
Francis Basset, barón de Dunstanville, durante su Grand Tour, por Pompeo Batoni, 1778. Museo del Prado.

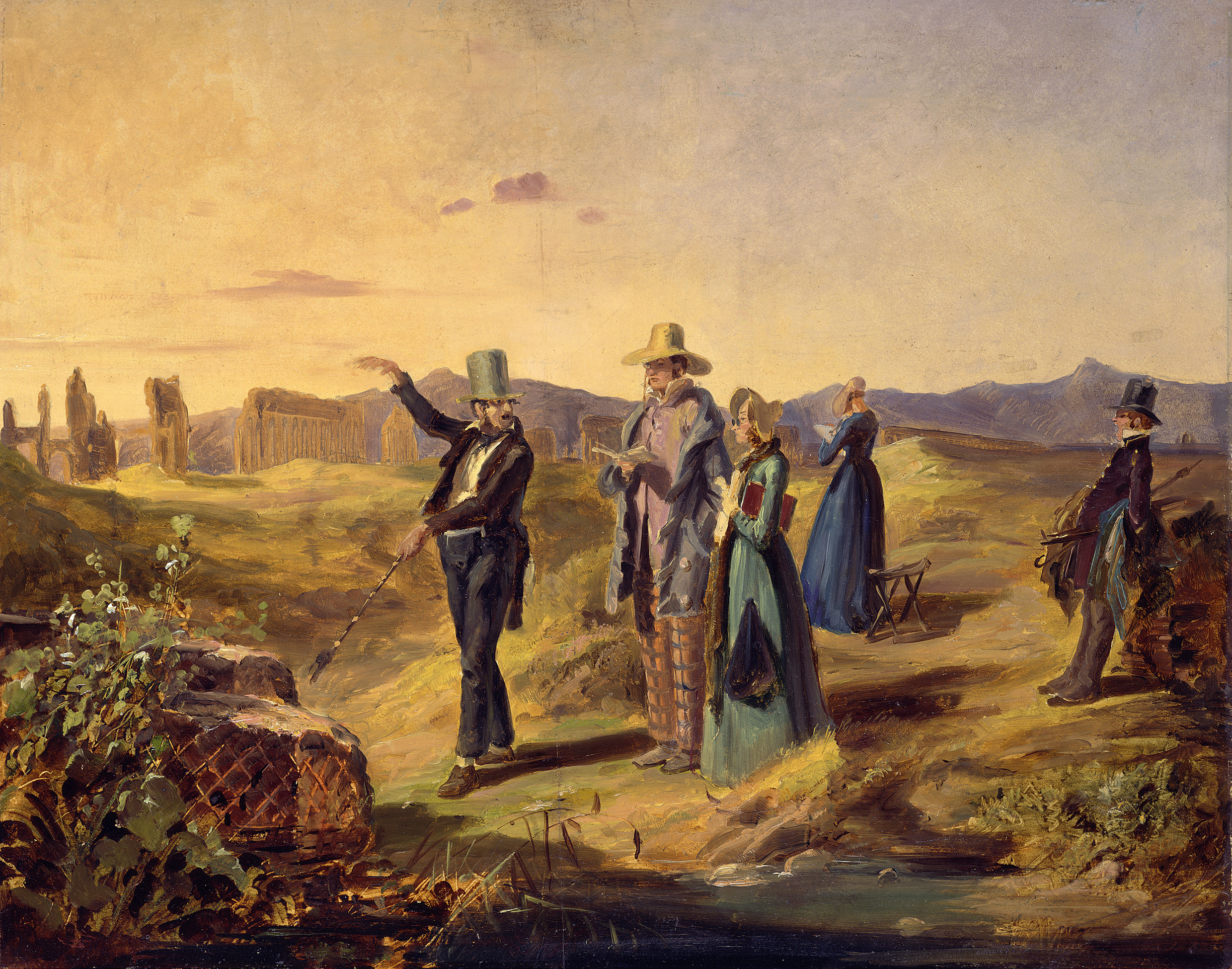
Inglés en la campaña, acuarela de Carl Spitzweg, ca. 1845.

El recorrido era muy variado, pero generalmente se consideraba obligatoria la visita a Francia e Italia; las motivaciones formativas, condicionadas por las modas del momento, hicieron ir variando el recorrido básico. Para un viajero inglés, el Grand Tour solía iniciarse bien en Calais, desde donde se partía hacia París, por aquel entonces el centro cultural de Europa; o bien en los Países Bajos, desde donde se visitaba Bélgica (principalmente Bruselas), y posteriormente o bien se pasaba a París, o a Alemania. No obstante, también había quien viajaba en barco directamente a Italia, para luego regresar por tierra.
La visita a Francia solía realizarse bajando al sur desde París, visitando el valle del Ródano (Lyon y Aviñón) hasta la Provenza y el Languedoc. Las visitas a Suiza, sobre todo a Ginebra, cerca de la cual, en Ferney, vivía Voltaire, se popularizaron en la década de 1760 y 1770. El propio Voltaire solía recibir a los viajeros ingleses que pasaban por allí, con lo que, dada su fama, atrajo a un número muy grande de jóvenes. Igualmente, tras la publicación de las Confesiones de Rousseau, se popularizaron los paisajes de Suiza y Saboya, que se convirtieron en una vía de entrada preferente a Italia.
El recorrido por Italia estaba muy influenciado por el helenista Winckelmann, que, a decir de Goethe, instituyó la costumbre casi obligatoria de convertir el viaje a Italia en un estudio de la Historia del arte renacentista y greco-romana, gracias a los descubrimientos de Pompeya y Herculano por Roque Joaquín de Alcubierre. Típicamente, se visitaba Turín, Milán y Venecia, como centros culturales más modernos, y se bajaba al sur, a Florencia, a admirar obras del Renacimiento. Roma atraía a un gran número de jóvenes con aspiraciones artísticas, considerándola una visita obligada. La visita a Italia solía concluir en Nápoles, por aquel entonces la mayor ciudad de Italia, donde se admiraban también las ruinas de Pompeya. El escritor escocés Tobias Smollett descubrió para el público inglés la costa de Liguria y de la Toscana, que a partir de 1760 se popularizaron. Por su parte, Goethe, al publicar su Viaje a Italia a finales de la década de 1780, popularizó la visita a Sicilia.
El regreso desde Italia solía hacerse directamente en barco, desde Livorno o Génova, vía Francia, o bien cruzando los Alpes y entrando en Suiza, Austria o Alemania. El recorrido de Alemania se popularizó tras el fin de la Guerra de los Siete Años (1756–1763); allí se solían visitar las ciudades cortesanas, como Hanóver, Halle, Berlín o Dresde. La Revolución francesa, que desaconsejaba viajar a Francia, y la creciente fama literaria de Alemania, gracias en buena medida a las obras de Schiller y Goethe, hizo que, a comienzos del siglo XIX, el viaje a Alemania se hiciera mucho más popular y extenso, visitándose ciudades balneario como Baden-Baden, amén de Weimar (donde se visitaba al anciano Goethe), Colonia, Fráncfort del Meno y Maguncia. En el caso de los viajeros ingleses, el retorno a Inglaterra se realizaba entrando en los Países Bajos, embarcándose en Hamburgo o entrando en Francia por la Alsacia (pasando por Estrasburgo).
Aunque el Grand Tour fue popularizado por los viajeros ingleses, éstos no eran los únicos que lo realizaban. Las visitas a Italia eran cosa común para los jóvenes alemanes, franceses, españoles y suecos de buena posición. Con el auge de Rusia, muchos nobles rusos comenzaron a realizar su particular Grand Tour, que solían comenzar entrando en Alemania por Dresde (Sajonia), para ir luego a Francia o Italia.
A modo de recuerdos que los viajeros se llevaban de vuelta, se pusieron de moda las vistas de Venecia y Roma realizadas por pintores como Canaletto y Giovanni Pannini, así como los grabados de ruinas romanas de Piranesi. Estas obras, junto con vestigios arqueológicos y demás objetos antiguos, se incluían en el equipaje de los jóvenes británicos y una vez en su país, incidieron en la evolución del arte inglés, tanto en la pintura como en la arquitectura y las artes decorativas de los siglos XVIII y XIX. El descubrimiento en 1739 de Pompeya y Herculano por Roque Joaquín de Alcubierre y la financiación de volúmenes de grabados sobre estas del que en ese momento era Carlos VII de Nápoles, posteriormente Carlos III de España, propiciaron la llegada de especialistas europeos como la labor del alemán Winckelmann que fue igualmente importante, al conseguir exportar un nuevo purismo en cuanto a la decoración y las formas arquitectónicas, que debían imitar de manera más exacta y sobria que el barroco los hallazgos en las ruinas italianas; esto se tradujo en la popularización del estilo neoclásico.
Algunos viajeros decidían visitar lugares menos usuales. El biógrafo escocés James Boswell, por ejemplo, decidió incluir en su itinerario una visita a Córcega, donde trabó amistad con el general Pasquale Paoli, líder de los independentistas corsos; al publicar su Viaje a Córcega en la década de 1760, popularizó la causa corsa entre el público británico. El italiano Giuseppe Baretti, a instancias de su amigo Samuel Johnson, realizó un completo tour por España, por entonces un país muy desconocido para los viajeros, en la década de 1760, que relató en su Viaje a España; las visitas a España, sobre todo a Granada, Sevilla, Córdoba y Valencia, se popularizaron con el Romanticismo. El francés Chateaubriand, en su particular Grand Tour, viajó a Grecia, Constantinopla, y llegó hasta Jerusalén, a comienzos del siglo XIX, lo que aumentó el interés por el Oriente Próximo. Los viajes de Lord Byron y otros a Grecia popularizaron la causa de la independencia griega frente al Imperio otomano.

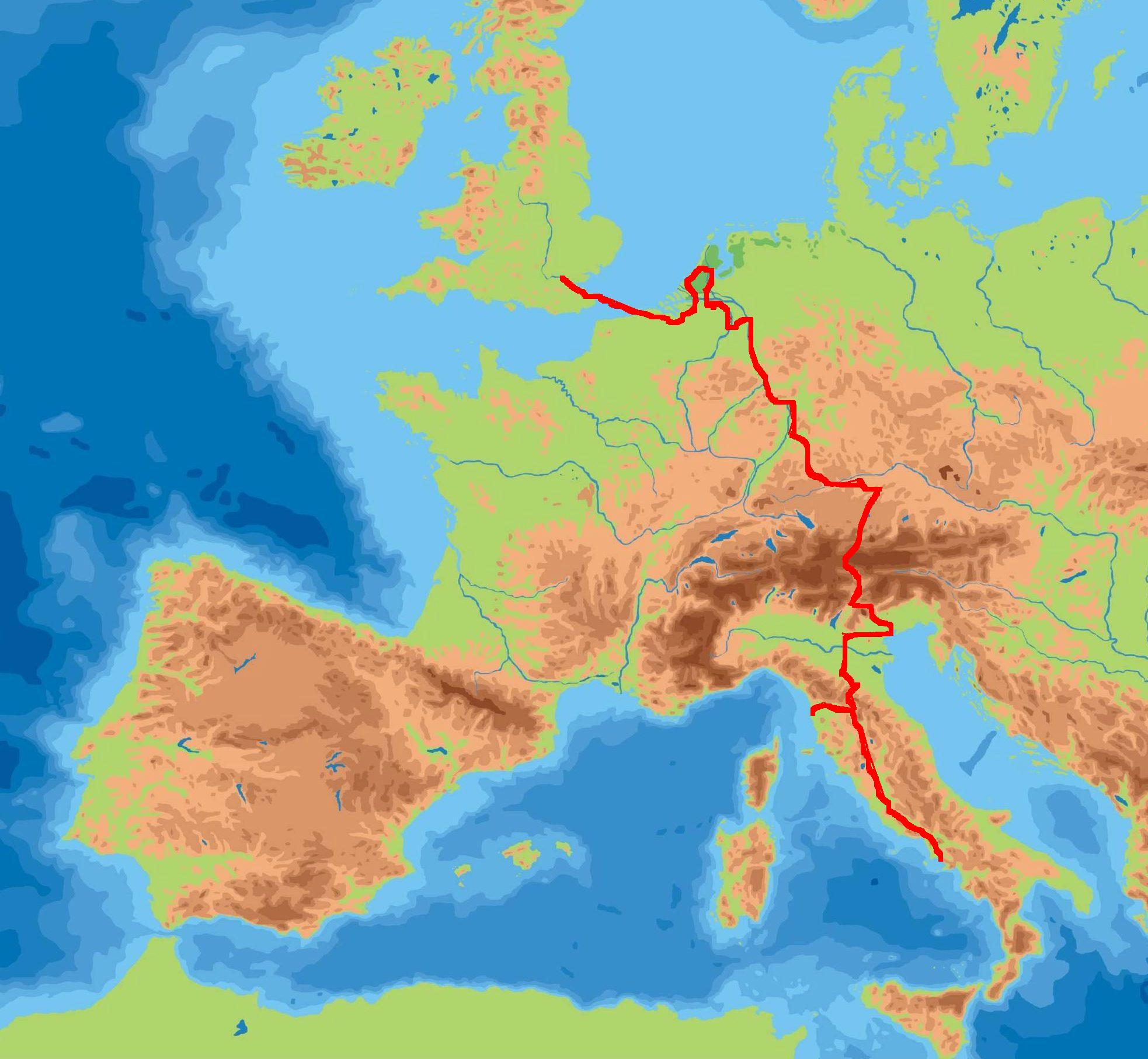
Grand Tour de William Beckford, en rojo.

## Influencia
Los viajes realizados a menudo se plasmaban en obras literarias, como es el caso de Viaje sentimental por Francia e Italia, del inglés Laurence Sterne (1767). El estilo sentimental de esta obra, tremendamente popular, generó toda una moda de diaristas viajeros, sobre todo entre las mujeres, que al volver de su viaje publicaban sus experiencias e impresiones subjetivas; hasta entonces, los relatos de viaje solían adscribirse más bien a una descripción formal del lugar visitado. En esta moda se entronca, por ejemplo, Historia de una excursión de seis semanas, compuesta por los escritores románticos Mary y Percy Shelley, o en el Viaje a Italia de Goethe. Pero fue sobre todo en la arquitectura y las artes decorativas donde la influencia del arte grecolatino fue mayor: ejemplos como el edificio del Museo Británico, la Puerta de Brandenburgo y la Bute House, de Edimburgo, ciudad que entre los británicos incluso recibió el apelativo de "La Atenas del norte", reflejan dicha influencia en arquitectos de toda Europa, sobre todo la Europa germánica.
Como consecuencia, estos viajes que en un primer momento estaban reservados a aristócratas, pueden considerarse ahora como las primeras versiones de las vacaciones que disfrutamos hoy en día, donde numerosos viajeros de diferentes partes de Europa viajan a otros países para descubrir culturas y pasar unos días.

## Costumbres
Cuando el viajero era un joven que salía por primera vez de casa, era habitual que, entre los más pudientes, lo acompañara alguien de mayor edad y de confianza. Entre los nobles ingleses era común que fueran acompañados por algún clérigo o conocido de su familia (como se ve en la novela Amelia, de Henry Fielding, o en las Cartas a su hijo, de Lord Chesterfield). Con esto se trataba de refrenar sus posibles excesos y controlar su instrucción durante el viaje. Dentro de esta práctica era habitual que el joven fuera dejado a sus anchas al concluir el viaje, usualmente en alguna gran ciudad como París o Nápoles, desde la que su acompañante se despedía de él; esto pretendía ser un margen de confianza para el joven.